# Alexandre Debain

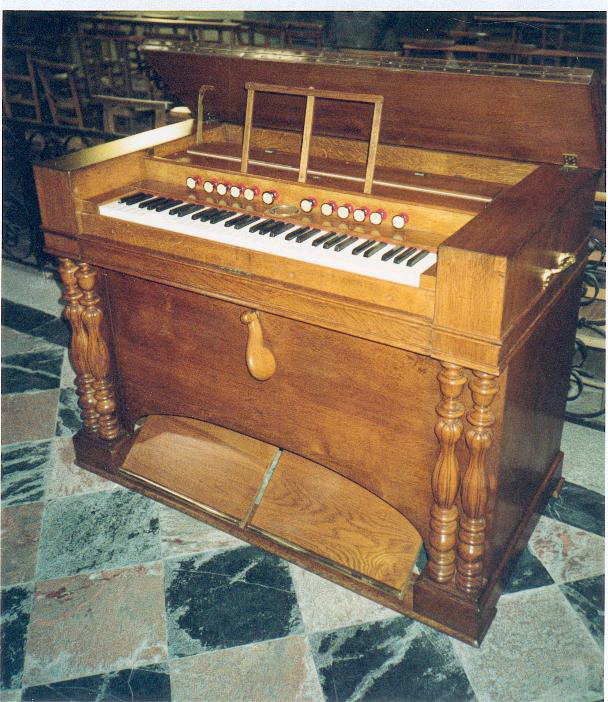
armonio Debain.

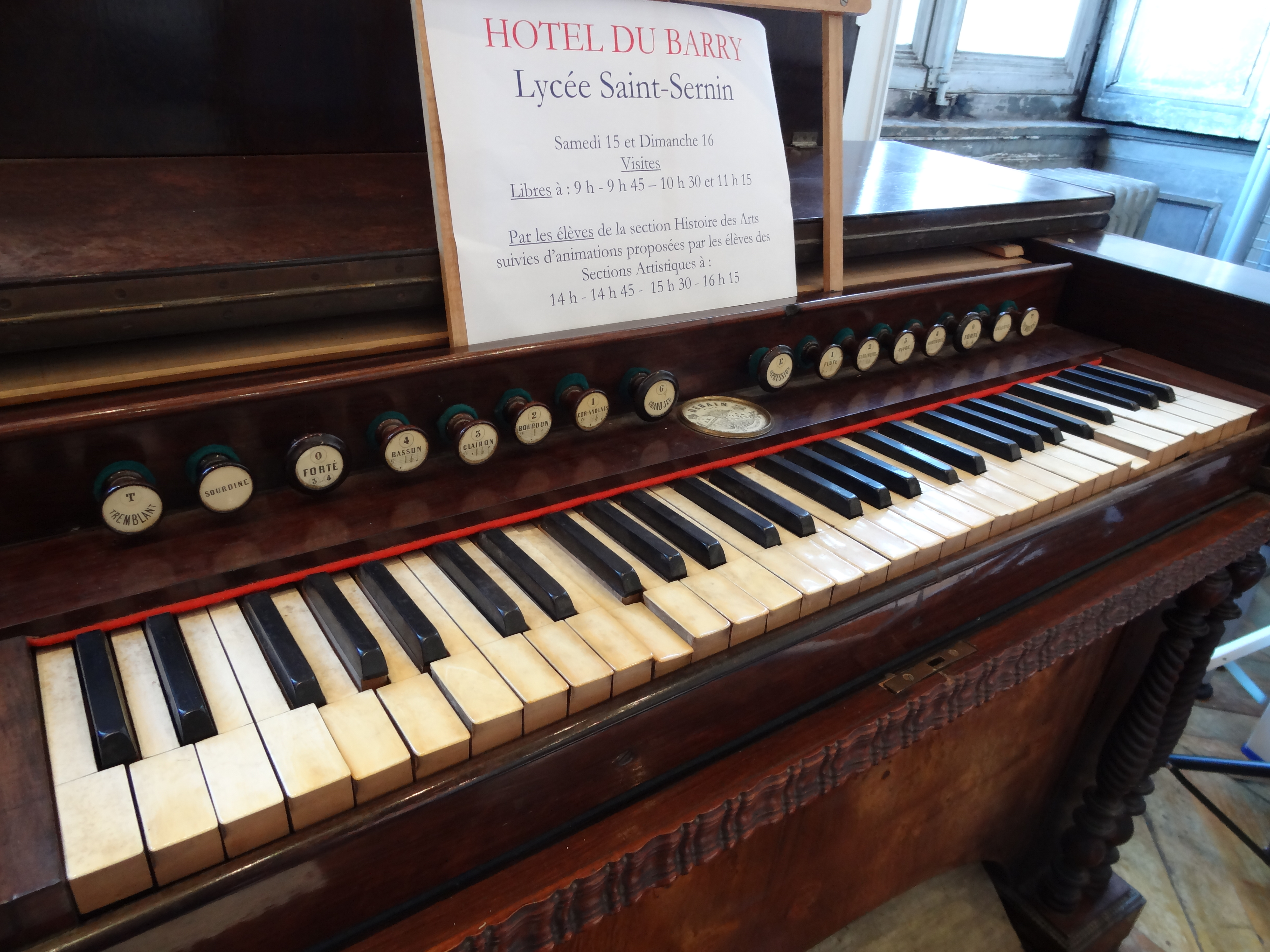
Armonio de la escuela secundaria Saint-Sernin

Alexandre-François Debain (6 de julio de 1809 - 3 de diciembre de 1877) fue un inventor francés que desarrolló el instrumento de teclado denominado órgano expresivo. Hizo un nuevo sistema de acción, en el que, al presionar una nota en el teclado, se abre una válvula, emitiendo de este modo el sonido del instrumento. Lo patentó en París en 1842 y inventó la palabra protegida Armonio par su nuevo instrumento.
Debain fue con Víctor Mustel y Jacob Alexandre, uno de los tres mejores y más famosos constructores de armonios en Francia durante el siglo XIX, ganando varias distinciones. Construyó armonios de iglesia y de salón de gran calidad instrumental y estética.